# Compression Control Protocol
Das Compression Control Protocol (CCP) ist ein Netzwerkprotokoll und wird verwendet, um innerhalb einer Point-to-Point Verbindung (PPP) die Datenkompression zwischen den Verbindungspartnern auszuhandeln. Die Spezifikation des CCP wurde mit RFC 1962 im Juni 1996 veröffentlicht und ist ein IETF Standard. Teile wurden mit dem RFC 2153 im Mai 1997 überarbeitet.

## Datenkompressions-Algorithmus
Die Datenkompressions-Algorithmen werden im CCP Option Typenfeld gewählt, diese sind z. B. STAC LZS (CCP Option 17, RFC 1974), MPPC (CCP Option 18, RFC 2118), V.42bis (CCP Option 20), BSD LZW (CCP Option 21).

## Check Mode
Die Datenkompressionsverfahren verwenden Daten aus der Vergangenheit, welche mit in die Kompression einbezogen werden und in einem verschiebbaren Datenfenster gespeichert werden. Um die Synchronisation der Datenfenster zwischen den Verbindungspartnern zu erhalten, wird ein Prüfungsverfahren („History check mode“) ausgehandelt. Dieser kann z. B. „sequential“ oder „extendend“ lauten. Microsoft Windows verwendet den „extended“ check mode.
Gängige CCP-Verfahren sind:
- None: Keine Kompression.
- STAC: CCP Option 17, Check mode: sequential.
- MS-STAC: CCP Option 17, Check mode: Extended.
- MPPC: CCP Option 18, Check mode: Extended.